# US Lusitanos Saint-Maur
US Lusitanos Saint-Maur is een Franse voetbalclub uit de stad Saint-Maur-des-Fossés, in de Parijse regio in het departement Val-de-Marne.

## Geschiedenis
De club werd in 1966 opgericht als Uniao Desportiva os Lusitanos door de Portugese gemeenschap van Saint-Maur. In 1993 werd de club kampioen van de DH Paris en promoveerde zo naar de nationale reeksen. De club werd in het eerste seizoen vicekampioen achter het reserveteam van AS Beauvais. Omdat dit team niet kon promoveren steeg Lusitanos naar de vierde klasse. Na een middelmatig eerste seizoen werd de club kampioen in 1996 en promoveerde zo naar de Championnat National, de derde klasse. Na een vierde en een achtste plaats degradeerde de club in 1999. Het volgende seizoen werd de club met één puntje achterstand op Stade Brestois vicekampioen. Een jaar later konden ze opnieuw promotie afdwingen. De club eindigde het volgende seizoen achttiende en degradeerde. De voorzitter van de club stelde een fusie voor met US Créteil, dat in de Ligue 2 speelde op dat moment. Echter verwierpen beide clubs dit voorstel. De voorzitter van Lusitanos werd wel voorzitter bij Créteil en doopte de club om in US Créteil Lusitanos. Doordat Lusitanos geen financiële steun meer had gaf de club haar plaats in de nationale reeksen op en degradeerde vrijwillig vier reeksen naar de Division Supérieure Régionale. 
De volgende jaren speelde de club verder in de regionale reeksen tot ze in 2015 konden promoveren naar de toenmalige CFA 2 (de huidige National 3). De club eindigde met evenveel punten als het reserveteam van Lille OSC op de eerste plaats en promoveerde meteen. De club eindigde de volgende jaren in de top tien. In 2019 werd de club zelfs vicekampioen achter US Créteil Lusitanos. In 2023 degradeerde de club na zeven jaar terug naar de vijfde klasse. 